# Hosein Ghomi
Hosein Ghomi –en persa, حسین قمی– (Rayy, 28 de octubre de 1982) es un deportista iraní que compitió en judo. Ganó una medalla de bronce en el Campeonato Asiático de Judo de 2008 en la categoría de –90 kg.

## Palmarés internacional
| Campeonato Asiático | Campeonato Asiático  | Campeonato Asiático | Campeonato Asiático |
| Año                 | Lugar                | Medalla             | Categoría           |
| ------------------- | -------------------- | ------------------- | ------------------- |
| 2008                | Jeju (Corea del Sur) | Medalla de bronce   | –90 kg              |